# Tilly Fleischer
Ottilie "Tilly" Fleischer (født 2. oktober 1911 i Frankfurt am Main, død 14. juli 2005 i Schwarzwald) var en tysk atlet og håndboldspiller, som deltog i OL 1932 i Los Angeles og OL 1936 i Berlin.
Fleischer var en alsidig sportsudøver, der især dyrkede atletik, og hun tilhørte verdenstoppen fra slutningen af 1920'erne og frem til midten af 1930'erne i spydkast, diskoskast og kuglestød. Hun var tysk mester i 4×100-meterløb i 1931 og 1933 samt i spydkast i 1932 og 1936. Hun satte verdensrekord i kuglestød i 1929 med 12,40 m og igen i 1930 med 12,88 m. Hun vandt desuden to VM-sølvmedaljer samt EM-titler. Hun opnåede at ligge øverst på verdensranglisten i både kuglestød (i 1930) og i diskoskast (i 1929), mens hendes bedste placering i spydkast var nummer to (i 1929). Hendes bedste resultater var:
- Kuglestød: 12,88 m (1930)
- Diskoskast: 38,71 m (1935)
- Spydkast: 45,18 m (1936)

Ved OL 1932 stillede hun op i tre discipliner: Spydkast, kuglestød og 4×100-meterløb. I spydkast vandt hun bronze med et kast på 43,01 m efter vinderen, amerikaneren Babe Didrikson, der kastede 43,69 m, og en anden tysker, Ellen Braumüller, med 43,50 m. I kuglestød blev hun nummer fire, og det tyske 4×100-meter-hold blev nummer seks og sidst i denne konkurrence.
Ved legene i 1936 i Berlin stillede hun kun op i spydkast. Her førte polakken Maria Kwaśniewska efter første runde med et kast på 41,80 m, men Fleischer kastede i anden runde 44,69 m og lagde sig dermed i spidsen. Hendes landsmand, Lies Krüger, kastede i tredje runde 43,29 m. I femte runde forbedrede Fleischer sit resultat til 45,18 m (hende længste kast nogensinde), og da ingen andre klarede sig bedre, fik Fleischer guldet foran Krüger, mens Kwaśniewska med sit kast fra første runde vandt bronze. Fleischers guldmedalje var den første tyske ved disse lege, og hun blev for sin præstation inviteret til Hitlers private boks. IOC krævede derpå, at guldvinderne ved legene kun skulle hædres af komiteen, så Fleischer blev den eneste, der opnåede denne ære. Efter legene modtog hun en bil af bystyret i Frankfurt for sin guldmedalje.
Efter at være stoppet med atletikken på eliteplan koncentrerede Fleischer sig om håndboldspillet, og hun opnåede at blive tysk mester med sin klub, Eintracht Frankfurt, i 1943. Hun vedblev at være medlem af klubbens atletikafdeling, hvilket hun var i omkring firs år.
Efter anden verdenskrig blev hun bestyrer af to lædervarebutikker.

## OL-medaljer
- 1936  Berlin –  Guld i spydkast
- 1932  Los Angeles –  Bronze i spydkast